# Kenizyci
Kenizyci (hebr. קְנִזִּי) – wspomniany w Biblii lud zamieszkujący Kanaan przed przybyciem Izraelitów.
Wymienieni zostali w Księdze Rodzaju (15,19) jako jeden z narodów zamieszkujących ziemię przyobiecaną Abrahamowi. Nie podano żadnych bliższych informacji na ich temat. Tradycja wywodziła ich pochodzenie od Kenaza, wnuka Ezawa, przodka jednego z plemion edomickich. Na tej podstawie siedziby Kenizytów lokalizowane są na terenie Edomu. Według Biblii Kenizytą był Kaleb, co wskazuje iż w późniejszym okresie lud ten zasymilował się z plemieniem Judy.